# Дюксель
Дюксель — дрібно нарізана суміш грибів чи грибних ніжок, цибулі звичайної чи шалот, і трав на кшталт чебрецю, петрушки й чорного перцю, засмажена в маслі та випарувана до стану пасти. Інколи до суміші ще додають вершки, трошки мадери чи хересу. Це є проста заготовка для начинювання та соусів (наприклад, у Біф Веллінгтоні) або гарніру. Дюксель також можна використати як наповнення для конверту з листкового тіста для приготування несолоних тарт.
Дюксель готують з будь-яких вирощуваних чи диких грибів, у залежності від рецепту. Приготований на основі диких білих грибів дюксель буде більш запашним, ніж якщо за основу взяти білі чи коричневі печериці.
Стверджують, що дюксель було створено у XVII столітті французьким шеф-кухарем Франсуа П'єр де Ла Варенном (1615—1678) та названо на честь його наймача, ким був маршал Франції Нікола Шалон дю Бле, маркіз д'Юксель, Багато класичних кулінарних книг визначають дюксель як зневоднені гриби, які використовують для начинки м'ясних виробів та випічки, а також фарширування грибів (у тому числі й печериць). Згідно з Жоржем Оґюстом Ескоф'є, гриби зневоднюють для покращення смаку та зменшення вмісту води у страві. Під час приготування свіжих грибів виділяється величезна кількість пари, зовсім непропорційна до об'єму грибів. Через це, якщо для начинки використовувати свіжі гриби, це може спричинити зростання тиску всередині страви чи випічки, що, у свою чергу, може призвести до появи тріщин або й до вибуху страви.